# 싱 (마블 코믹스)
싱(Thing)은 마블 코믹스 세계관의 등장인물이다. 몸이 바위다.